# Rajasulochana
Pilliarchetty Bhakthavatsalam Naidu Rajeevalochana, beter bekend als Rajasulochana, (Bezawada, 15 augustus 1935 - Chennai 5 maart 2013) was een Indiase klassieke danseres en filmactrice. Ze heeft sinds 1953 geacteerd in meer dan 250 films (Telugu-, Tamil-, Kannada-, Malayalam- en Hindi-films).
Ze acteerde met alle grote filmsterren van de Zuidindiase cinema, zoals M. G. Ramachandran, Sivaji Ganesan, N. T. Rama Rao, Akkineni Nageswara Rao, Rajkumar, S. S. Rajendran, A. P. Nagarajan en M. N. Nambiar. In het begin van de jaren zestig richtte ze in Chennai een danschool op, die sindsdien vele studenten de klassieke Indiase dansvormen bijbracht, zoals Kuchipudi. Rajasulochana heeft als danseres ook veel opgetreden, in binnen- en buitenland.
Rajasulochana was getrouwd met regisseur en acteur C. S. Rao en had drie kinderen.